# Черников, Николай Андреевич
Николай Андреевич Черников — советский хозяйственный, государственный и политический деятель.

## Биография
Родился в 1904 году. Член КПСС.
С 1929 года — на хозяйственной, общественной и политической работе. В 1929—1960 гг. — ответственный работник в Узбекской ССР, заместитель уполномоченного КПК ЦК КП(б) Узбекистана по Бухарской области, заместитель уполномоченного КПК ЦК КП(б) Узбекистана по Сурхандарьинской области, начальник политотдела Ташкентской железной дороги, первый секретарь Ленинского райкома КП Узбекистана города Ташкента, управляющий трестом Ташгоргаза.
Избирался депутатом Верховного Совета Узбекской ССР 4-го созыва.
Умер после 1960 года.